# Arabský obchod s otroky

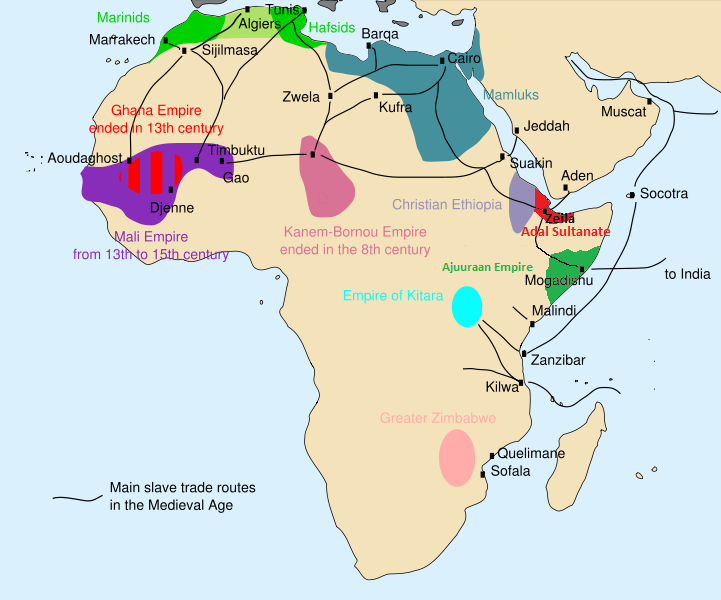
Hlavní otrokářské trasy v Africe během středověku.

Arabský obchod s otroky byla otrokářská praxe v arabském světě především v jihozápadní Asii, severní Africe, jihovýchodní Africe, africkém rohu a některých částech Evropy (například na pyrenejském poloostrově a Sicílii) od počátků islámské expanze a pokračovala až do druhé poloviny 20. století. Obchod byl prováděn prostřednictvím trhů s otroky na středním východě, v severní Africe a oblasti afrického rohu s otroky odchycených většinou ve středních částech Afriky.
Historici odhadují, že od roku 650 po 60. léta 20. století bylo arabskými otrokáři zotročeno 10 až 18 milionů lidí z Evropy, Asie a Afriky přes Rudé moře, Indický oceán a poušť Saharu.
Ještě v 50. letech 20. století byl v Saúdské Arábii počet otroků odhadován na 450 000 - přibližně 20% populace. Teprve v roce 1962 zde bylo otrokářství oficiálně zrušeno. Do otroctví byli lidé bráni i během druhé súdánské občanské války; odhady se pohybují od 14 000 po 200 000 únosů. Saúdské otrokářství postihuje obyvatele mnoha zemí. Otroctví v bylo Mauritánii legálně zrušeno zákony přijatých v roce 1905, 1961 a 1981. V srpnu 2007 se konečně stalo trestným činem. Odhaduje se, že až 600 000 obyvatel Mauritánie (nebo 20% populace) žije v současné době v podmínkách, které někteří považují za "otroctví", mnoho z nich je kvůli chudobě používáno k otrocké práci.
V otázce záchrany zotročovaných a pronásledovaných křesťanů se dlouhodobě angažuje Křesťanská mezinárodní solidarita (CSI). Dle Petra Matyáše jim súdánští Arabové vštěpují novou identitu, otroci dostávají arabská jména a jsou násilím nuceni konvertovat k islámu. Dle mezinárodní nevládní křesťanské organizace Open Doors bylo v roce 2015/2016 zabito 7.000 křesťanů a napadeno, či poškozeno 2.400 kostelů.
Nájezdy otrokářů jsou obzvláště nelidské, organizace American Anti-Slavery Group úvádí:
"Ženy a děti unesené během nájezdů jsou přivázány za krk nebo připoutány ke zvířatům a poté nuceny pochodovat na sever. Během cesty jsou mnohé ženy a dívky opakovaně znásilňovány. Děti, které nejsou zticha, jsou na místě zastřeleny. Na severu si otroky nechávají jednotliví vojáci domobrany nebo jsou prodáváni na trzích. Chlapci pracují jako pasáci dobytka a musejí spát se zvířaty, o která se starají. Ti, kteří se pokoušejí útéct, mají přeřezané Achillovy šlachy, aby nemohli běhat. Muži-otrokáři obvykle využívají ženy jako domácí služky a konkubíny, které přes den uklízejí a v noci slouží svému pánovi sexuálně. Ti, kdo přežili, líčí, jak byli nazýváni "abeed" (černý otrok), jak snášeli každodenní bití a dostávali hrozné jídlo. Otrokáři také zbavují otroky jejich náboženské a kulturní identity, když jim dávají arabská jména a nutí je modlit se jako muslimové"

## Arabské pohledy na Afričany
Z islámské literatury se projevy rasismu a rasové diskriminace šířily dále v rámci islámského světa. Například arabský básník v 7. století napsal: "Černoši nevydělávají své obnosy dobrými skutky a nemají dobrou pověst, děti páchnoucí núbijské černě - Bůh do jejich pleti nevložil žádné světlo!"